# Waveney (Fluss)
Der Waveney ist ein Fluss in den englischen Grafschaften Suffolk und Norfolk und bildet den südlichen Teil der Norfolk Broads.

## Verlauf

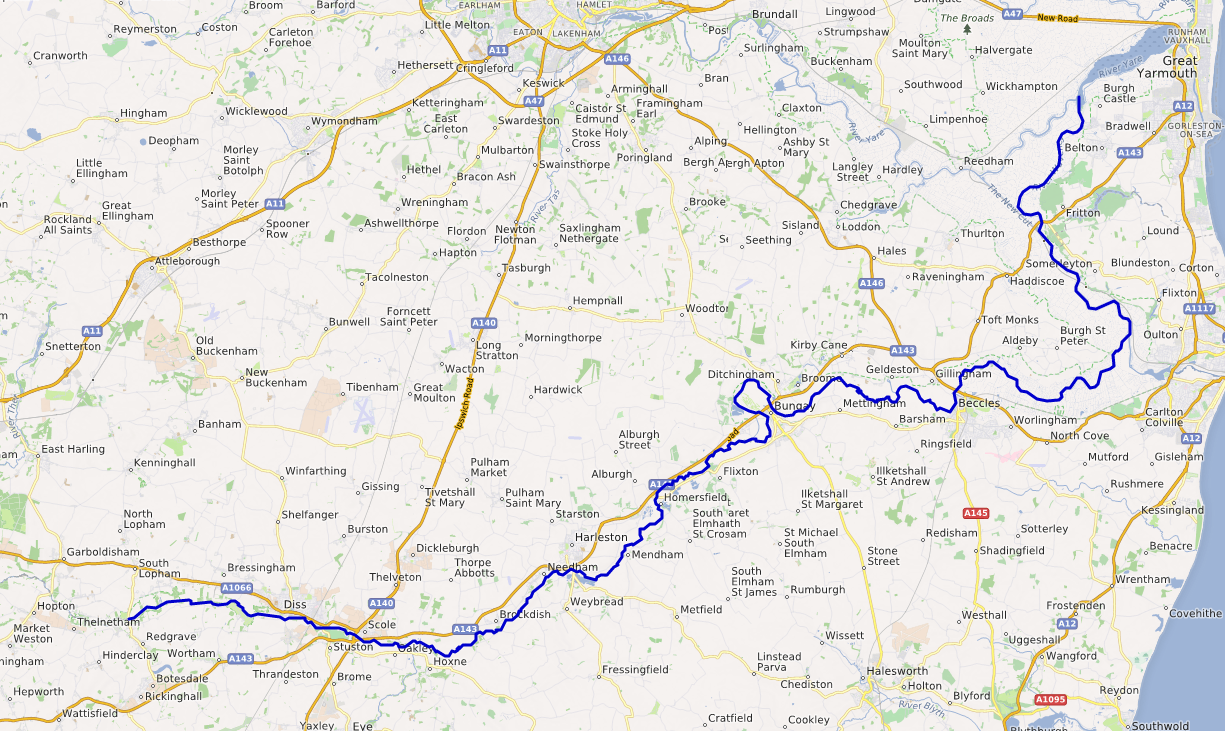
Verlauf des Waveney

Die Quelle des Waveney liegt an einem Graben östlich der Landstraße B1113 zwischen den Dörfern Redgrave, Grafschaft Suffolk, und South Lopham, Grafschaft Norfolk. Der Graben auf der anderen Straßenseite ist die Quelle des Flusses Little Ouse, der die Grafschaftsgrenze verlängert und über den Great Ouse bei King’s Lynn ins Meer mündet. Der Fluss nimmt seinen Verlauf in östlicher Richtung durch die Städte Diss, Bungay und Beccles.
Bei Scole wird er vom Verlauf einer römischen Straße gekreuzt und die moderne Umgehungsstraße A140 verläuft unmittelbar östlich davon. In Billingford staut ein Wehr den Flusslauf und hier befindet sich die Windmühle von Billingford. Flussabwärts der Brücke von Billingford mündet der Fluss Dove in den Waveney. Nach einer Biegung nach Nordosten erreicht er Brockdish und Needham, wonach er südlich von Harleston verläuft. Hier liegen mehrere Seen an der Südseite des Flusses, frühere Baggerseen einer Kiesgrube, die dem Angelsport dienen.

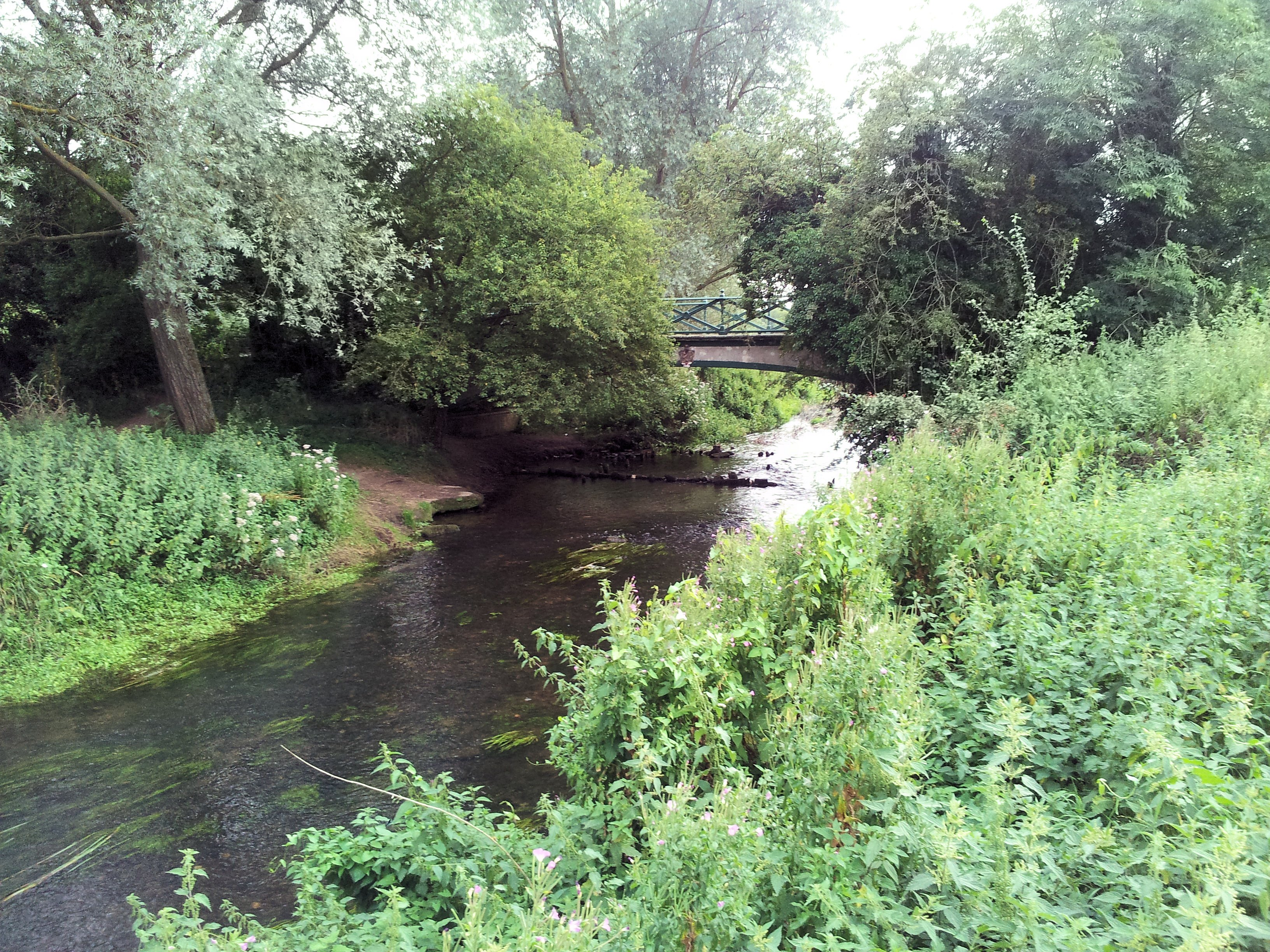
Die Brücke von Homersfield

Weiter flussabwärts befinden sich die Überreste eines seinerzeit von einem Prior geleiteten Klosters der Cluniazenser sowie das ausgedehnte entwässerte Gebiet der Mendham-Marsch. Der Ort Mendham liegt am Ufer von Suffolk, Wortwell liegt in Norfolk und Homersfield wiederum in Suffolk. Im Jahr 1869 wurde hier eine der ersten Brücken aus Beton und Eisen über den Fluss gebaut. Sie hatte eine Spannweite von 15 Metern und war der Einführung von echtem Stahlbeton um einige Jahre voraus. Sie ist heute die älteste Betonbrücke in England und steht unter Denkmalschutz. Der Straßenverkehr wurde im Jahr 1970 auf eine neue Brücke verlegt.
Gegenüber von Homersfield liegen auf der Norfolk-Seite des Flusses die Gemeinden Alburgh, Denton und Earsham. Am Ufer von Suffolk liegt Flixton, wo im Zweiten Weltkrieg die U.S. Air Force einen Stützpunkt für Bomber unterhielt und später ein Luftfahrtmuseum eingerichtet wurde. In Earsham befand sich eines der drei britischen Otter-Zentren, das 1978 eröffnet und 2006 geschlossen wurde, nachdem der Bestand an Fischottern im Fluss erfolgreich erhöht worden war.
Bei der größeren Ortschaft Bungay lag historisch der Beginn der Schiffbarkeit des Waveney. Der Fluss bildet hier einen breiten Altarm, der die Grenze zwischen Norfolk und Suffolk darstellt. Am nördlichen Ufer folgen die Gemeinden Ditchingham, Broome und Ellingham in Norfolk. bevor Geldeston erreicht wird. Die im Jahr 2019 renovierte Schleuse von Geldeston bildet in neuerer Zeit die Grenze der Nutzung des Flusses für die Sportschifffahrt. Hier wird der Waveney zu einem Gezeitenfluss. Auf der Suffolk-Seite befinden sich die Gemeinden Mettingham. Shipmeadow und Barsham. Auf der Seite von Norfolk folgt Gillingham, bevor Beccles erreicht wird. Die alte Stadtbrücke beschränkt hier die Schifffahrt mit ihrer Durchfahrthöhe von knapp 2 Metern. Flussabwärts ändert sich der sanfte, ländliche Charakter des Flusses zu einem Zugang zur Nordsee: Beccles war traditionell ein Fischereihafen.

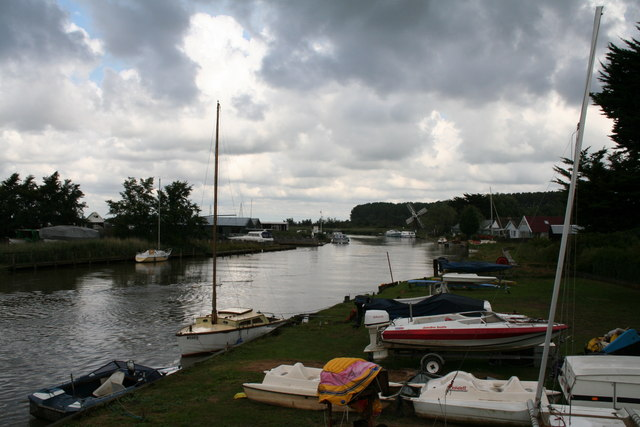
Waveney bei St Olaves

Der Fluss meandert an Burgh St Peter vorbei nach Somerleyton. Hier zweigt der Oulton Dyke ab und führt über den Oulton Broad nach Lowestoft. Bei Somerleyton überquert die Eisenbahnlinie von Lowestoft nach Norwich den Waveney auf einer Drehbrücke. Bei St Olaves zweigt der Haddiscoe-Cut ab, der die Flüsse Yare und Waveney miteinander verbindet. Schließlich fließt der Waveney am Burgh Castle vorbei und mündet am Zusammenfluss der beiden Flüsse in Breydon Water.

## Schifffahrt
Der Fluss Waverney wurde durch ein Gesetz von 1670 für die Schifffahrt ausgebaut. Dazu gehörte der Bau von drei Schleusen in Geldeston, Ellingham und Wainford, um die Schifffahrt bis zum Anleger von Bungay zu ermöglichen. Ein zweites Gesetz aus dem Jahr 1772 sorgte dafür, dass die Verwaltung der Grafschaft Suffolk einen Anteil von 5 Prozent aller Frachtentgelte aus dem Kohletransport erhielten, um den Waveney zu unterhalten.
Mit dem Rückgang der Nutzung durch Frachtsegler und -boote für den kommerziellen Handel auf den Flüssen vor dem Zweiten Weltkrieg wurde die Schifffahrt auf dem 6,8 Kilometer langen Flussabschnitt von der Schleuse Geldeston bis Bungay aufgegeben; die Schifffahrtsrechte endeten im Jahr 1934. Die Schleuse Geldeston verfiel allmählich und wurde im Jahr 2013 im Rahmen eines gemeinsamen Projekts des River Waveney Trust und der Inland Waterways Association restauriert.

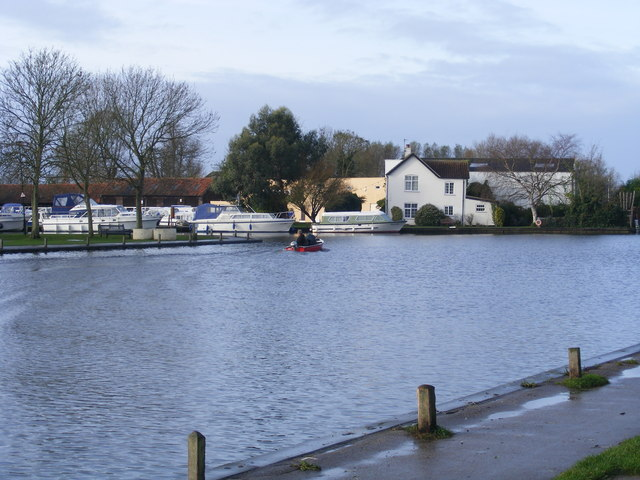
Anleger in Beccles

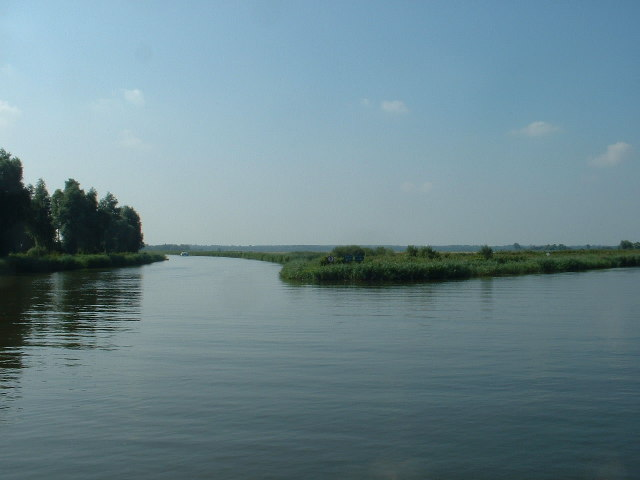
Oulten Dyke (links) und Waveney (rechts)

Am Flusslauf finden sich umfangreichere Anleger (Marinas) nur im Waveney River Centre bei Burgh St Peter, in Somerleyton und St Olaves. Das Waveney River Centre verfügt über ein Hafenbecken für Mietboote, Einkaufsmöglichkeiten, Service und ein Lokal. Da Beccles flussaufwärts keineswegs vergleichbare Möglichkeiten bietet, weicht die Sportschifffahrt zumeist zum Oulten Broad aus, was den Waveney oberhalb des Waveney River Centre zu einem sehr ruhigen Revier macht.

## Mühlen
Wie die meisten Flüsse in Suffolk und Norfolk ist auch der Waveney relativ flach und weist auf dem Abschnitt zwischen der Mühle von Hoxne am Oberlauf nahe der Einmündung in die Dove und der Brücke von Beccles, wo der Fluss gezeitenabhängig wird, einen Höhenunterschied von 20 Metern auf. Der Fluss hat mindestens 15 Mühlen angetrieben, von denen einige nachweislich seit über 900 Jahren genutzt werden. Die meisten mahlten Getreide zu Mehl, einige wurden auch für andere Zwecke genutzt. Die verbliebenen Mühlen befinden sich alle in Privatbesitz.
- Die Mühle von Scole Flax, nahe der Quelle, war keine Wassermühle, sondern wurde mit Dampf betrieben. Sie wurde 1854 gebaut. Hier wurde Flachs zur Herstellung von Leinentüchern, Säcken und Seilen verarbeitet, auch Leinöl aus den Samen der Frucht. Wegen der Konkurrenz aus Übersee wurde die Mühle 1881 geschlossen, die Anlagen entfernt und die Gebäude abgerissen.
- Die erste Wassermühle stand in Hoxne. Das Gebäude wurde 1846 errichtet. Sie wurde nach ihrem Verkauf im Jahr 1968 nicht mehr genutzt, das Mühlrad und ein Teil der Anlagen sind jedoch erhalten geblieben. Sowohl die Mühle als auch das angrenzende Haus stehen unter Denkmalschutz.
- Die Mühle von Syleham wurde erstmals im Zusammenhang mit einigen Mönchen aus der Nähe von Thetford erwähnt, die 1020 ein Kloster gründeten. Ursprünglich verfügte sie über sechs Mühlsteinsätze und zwei Räder, die von einem 1,8 Meter hohen Gefälle im Fluss angetrieben wurden. Die Mühle wurde 1928 durch ein Feuer zerstört.

- Die Mühle von Needham gehörte der Abtei Sibson, einem 1150 gegründeten Zisterzienserkloster. Obwohl sie als Needham Mill bekannt ist, liegt sie auf der Suffolk-Seite des Flusses, in der Gemeinde Weybread. Der Mühlenbetrieb wurde bis 1934 fortgesetzt. Zwei Wasserräder trieben fünf Mühlsteinpaare. Mit einem Durchmesser von 6,1 Metern und eine Breite von 3,7 Metern verfügte sie über das größte Wasserrad am Waveney.

- Mendham besaß bereits im Jahr 1086 eine Mühle. Das heutige Gebäude wurde jedoch 1807 errichtet und 1871 erweitert. Ein Teil des Gebäudes wurde 1938 in ein Wohnhaus umgewandelt und die Mühle wurde bis 1949 weiter betrieben. Sowohl die Mühle als auch das Haus stehen unter Denkmalschutz.

- Die Mühle Limbourne in Wortwell wird im Domesday Book erwähnt und war im Besitz des Benediktinerinnenklosters in Bungay. Sie wurde bis mindestens 1933 betrieben. Einige der ursprünglichen Anlagen sind noch erhalten und die Mühle steht unter Denkmalschutz.